# 沙尔蓬
沙尔蓬（法語：Charpont，法語發音：[ʃaʁpɔ̃]）是法国厄尔-卢瓦省的一个市镇，属于德勒区。

## 地理
沙尔蓬（48°42'1"N, 1°26'22"E）面积7.12 平方千米，位于法国中央-卢瓦尔河谷大区厄尔-卢瓦省，该省份为法国北部内陆省份，北起顺时针与厄尔省、伊夫林省、埃松省、卢瓦雷省、卢瓦-谢尔省、萨尔特省和奧恩省接壤。
与沙尔蓬接壤的市镇（或旧市镇、城区）包括：厄尔河畔维勒默、埃克吕泽勒、勒布莱米瓦。

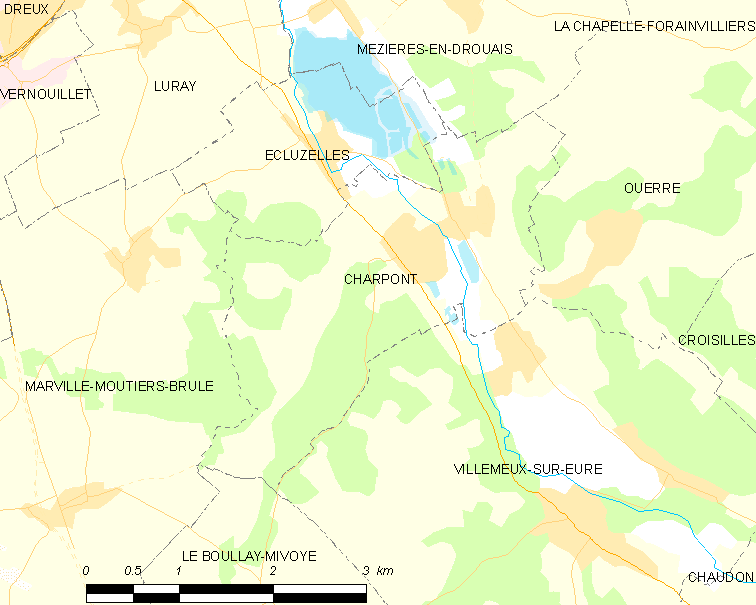
沙尔蓬的OSM定位图

沙尔蓬的时区为UTC+01:00、UTC+02:00（夏令时）。

## 行政
沙尔蓬的邮政编码为28500，INSEE市镇编码为28082。

## 政治
沙尔蓬所属的省级选区为德勒第二县。

## 人口

1962-2008年间沙尔蓬人口变化图示

沙尔蓬于2022年1月1日时的人口数量为638人。